# Psychotria garciae
Psychotria garciae är en måreväxtart som beskrevs av Paul Carpenter Standley. Psychotria garciae ingår i släktet Psychotria och familjen måreväxter. Inga underarter finns listade i Catalogue of Life.